# Maasdriel
Maasdriel (pronúnciaⓘ) é um município na província da Guéldria, Países Baixos. Seu nome era "Driel" até 1944, quando foi alterado para Maasdriel pelos alemães, a fim de evitar confusão com Driel, em Overbetuwe. O município tem 23 640 habitantes (31 de dezembro de 2008, fonte: CBS) e abrange uma área de 75,49 km² (dos quais 9,39 km² de água).

## Centros populacionais
Os centros populacionais do município são: Alem, Ammerzoden, Hedel, Heerewaarden, Hoenzadriel, Hurwenen, Kerkdriel, Rossum, Velddriel, Well e Wellseind. O município possui ainda alguns hamlets: Californië, Doorning, Rome, Sint Andries, Slijkwell, Veluwe, Voorne e Wordragen.
O atual município de Maasdriel foi criado em 1 de janeiro de 1999 depois da fusão dos antigos municípios de Ammerzoden (incluindo Well, Wellseind e Wordragen), Hedel, Heerewaarden, Maasdriel (Alem, Hoenzadriel, Kerkdriel e Velddriel) e Rossum (incluindo Hurwenen).

## Localização
O município está localizado no sul da província da Guéldria, fronteira com a província de Brabante do Norte.
| Municípios vizinhos | Municípios vizinhos | Municípios vizinhos |
| ------------------- | ------------------- | ------------------- |
|                     | Neerijnen           | West Maas en Waal   |
| Zaltbommel          |                     | Lith                |
| Heusden             | 's-Hertogenbosch    |                     |

## Ligações externas

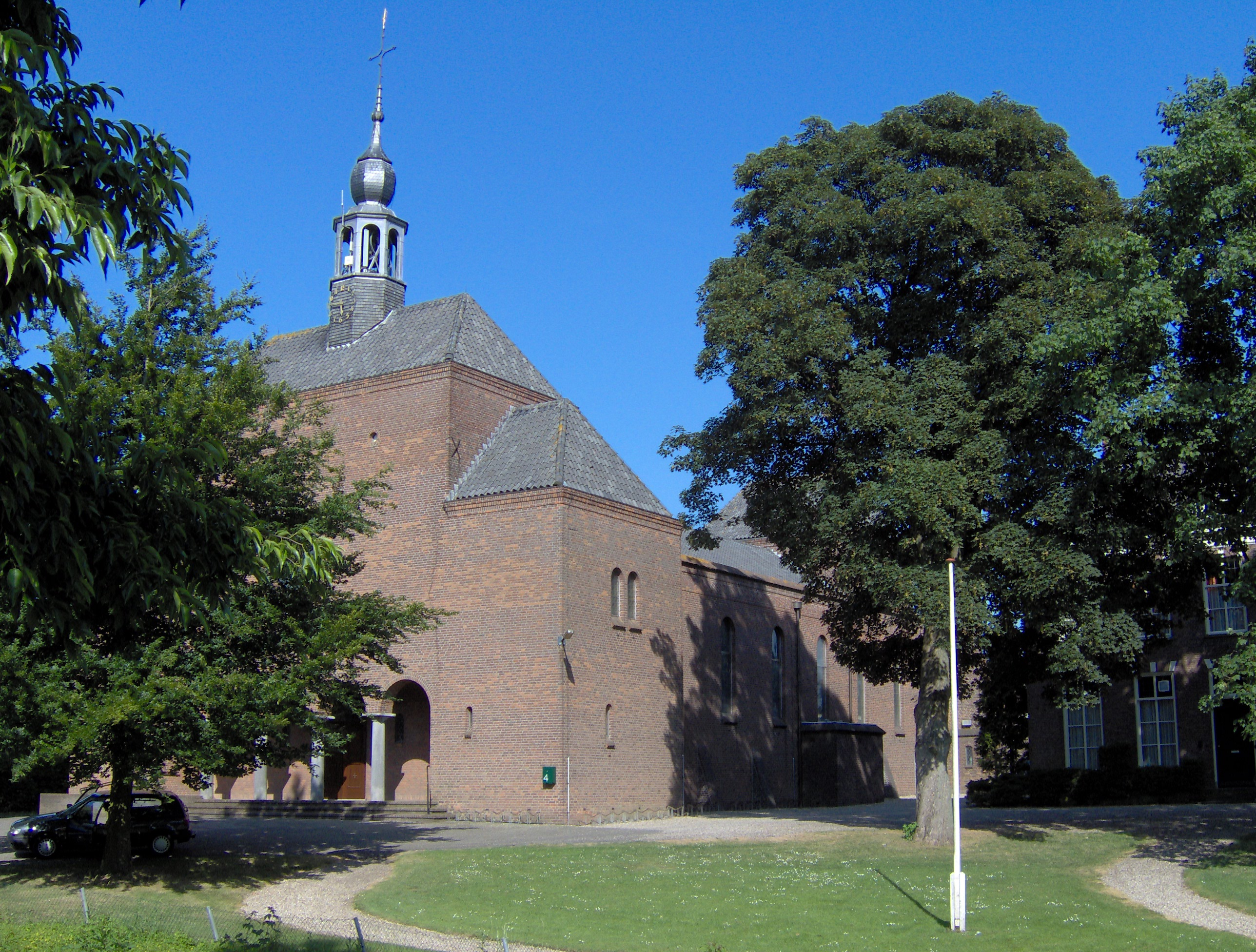
A igreja católica de Hedel.

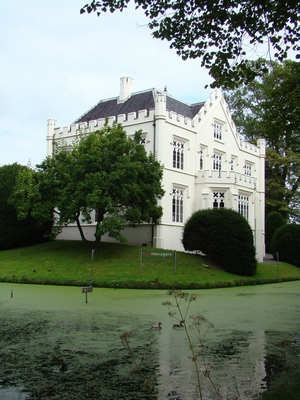
O castelo de Rossum.